# Barton Appler Bean
Pour les articles homonymes, voir Bean.
Barton Appler Bean est un ichtyologiste américain, né en 1860 en Pennsylvanie et mort en 1947.
Il est le frère de l’ichtyologiste Tarleton Hoffman Bean (1846-1916). Son frère lui obtient un poste comme administratif dans le National Museum of Natural History de Washington en 1881. B.A. Bean deviendra assistant en 1886 puis assistant conservateur en 1890, tandis que son frère dirige le département des poissons. Il conserve cette fonction jusqu’à son départ à la retraite en 1932. Barton Bean travaille aussi pour le bureau des pêches.

## Liste partielle des publications
- 1909 : avec Alfred Cleveland Weed (1881-1953), Description of a new skate (Dactylobatus armatus et création du genre Dactylobatus) from deep water off the southern Atlantic coast of the United States.  Proc. U. S. Natl. Mus. : 459-461.

## Source
- (en) Courte biographie sur le site de la Smithsonian Institution.